# Sciades mindanaonis
Sciades mindanaonis là một loài bọ cánh cứng trong họ Cerambycidae.